# Rosenbergia xenium
Rosenbergia xenium là một loài bọ cánh cứng trong họ Cerambycidae.